# Saitama Stadium 2002
Saitama Stadium 2002 (jap. 埼玉スタジアム2002, Saitama Sutajiamu Nimarumaruni) je japonský fotbalový stadion ve městě Saitama. Stadion byl postaven v roce 2001. V roce 2002 hostil 1 semifinále Mistrovství světa ve fotbale a 3 zápasy základních skupin. Stadion je domácím stadionem fotbalového týmu Urawa Red Diamonds. Stadion je postaven tak, aby odolal zemětřesení o síle 7 stupňů Richterovy stupnice. Má i svou vlastní sluneční elektrárnu. Při Letních olympijských her v roce 2020 v Tokiu se zde konaly zápasy ve fotbale.